# Авдика
Авдика (Sambucus ebulus) је вишегодишња зељаста биљка, која спада у фамилију Adoxaceae. Расте уз пругу, путеве и канале у Европи, западној
Азији и сјеверној Африци, народни лек. Други називи су јој апта, автуга, аптовина, бурјан, смрдљива базга, смрдљива зова.

## Опис биљке
Авдика расте усправно у висину до 2 m, корен је јак бел и пузећи, листови су насупротни дужине 15-30 цм. Листови су сложени, перасто дељени са тестерасто назубљеним ободом. На петељци нарасте 5-9 листова одбојног мириса.
Стабло Авдике завршава с венцем белог и розе цвећа промера 15 цм, који цветају у месецу јулу и августу, цветови излучују неугодан мирис. Цветови су двополни и скупљени су у главичасту цваст. Чашичних и круничних листића има по 5. Крунични листићи су беличасти са пиком на врху. Број прашника је велик и прашничке кесе су црвенкасто обојене. Плодови су мале црне овалне, дорзално спљоштене бобице промера 5-6 мм, слаткастог укуса.
Зрео плод даје ружичасти сок. Плод садржи неколико семена и сазрева у току јесењег периода.

## Станиште
Ова биљка расте на отвореним стаништима, ивицама шума, ливадама, необрађеним површинама, која су богата органским материјама.

## Расејавање и размножавање
Расејавање се врши инсектима, који скупљају сок, док се размножавање обавља преко семена.

## Порекло назива биљке
Назив рода Sambucus указује на врсту Зова јер припадају истом роду. Латински назив зове је Sambucus nigra.

## Хемијски састав биљке
Плодови авдике садрже горке твари, етерично уље танин, шећер, јабучну киселину, винску киселину, валеријанску киселину, аутоцијан самбуциан, самбугрин. Корен садржи горке твари, ресин, сапонин, енцим који цепањем одваја цијанову киселину.
Лековита деловања: дијафоретик и диуретик, лаксанс, пургатив, коригенс боје.

## Употреба
У средњем веку корен Авдике користе се за лечење шећерне болести, измокравање и презнојавање, прехладу... У вртовима градова и замкова Авдика се обавезно садила.
Авдика се употребљава као народни лек за припрему чаја, слатка и мармеладе као средства за чишћење организма. У неки пределима Републике Српске се користи за прављење ракије.
Корен се вади у јесен или рано пролеће, лист када је биљка у цветању, плод када је зрео. Одбојан мирис листова одбија мишеве и кртице.
Производи приправљени од Авдике који се конзумирају у већим количинама изазивају мучнину и повраћање, особе које имају желудачне и жучне сметње не би требало да конзумирају производе од Авдике. Могу изазвати циклопегију, измењено стање свести, па чак и кому.

## Узгој
Авдика воли влагу и иловачу. Расад се врши сечењем стабла између септембра и марта једноставним забијањем у земљу 5 - 10 цм где ће убрзо пустити корење, или расадом зрелих плодова.

## Галерија
- Sambucus ebulus, cvet
- Sambucus ebulus, cvet